# Фінал кубка Англії з футболу 1881
Фінал кубка Англії з футболу 1881 — 10-й фінал найстарішого футбольного кубка у світі. Учасниками фіналу були «Олд Картузіанс» і «Олд Ітоніанс». Володарем кубкового трофею став «Олд Картузіанс».

## Шлях до фіналу
| «Олд Картузіанс»     | «Олд Картузіанс» | «Олд Картузіанс» | Раунд           | «Олд Ітоніанс»    | «Олд Ітоніанс» | «Олд Ітоніанс» |
| -------------------- | ---------------- | ---------------- | --------------- | ----------------- | -------------- | -------------- |
| Суперник             | Результат        | Матчі            |                 | Суперник          | Результат      | Матчі          |
| «Сафрон Волден Таун» | 7—0              | 7—0              | Перший раунд    | «Брентвуд»        | 10—0           | 10—0           |
| «Дрідноут»           | 5—1              | 5—1              | Другий раунд    | «Гендон»          | 2—0            | 2—0            |
| -                    | -                | -                | Третій раунд    | «Гертс Рейнджерс» | 3—0            | 3—0            |
| «Роял Енджинірс»     | 2—0              | 2—0              | Четвертий раунд | «Грей Фрайарс»    | 4—0            | 4—0            |
| «Клепем Роверз»      | 3—1              | 3—1              | П'ятий раунд    | «Стаффорд Роад»   | 2—1            | 2—1            |
| «Дарвен»             | 4—1              | 4—1              | 1/2 фіналу      | -                 | -              | -              |

## Матч
| 9 квітня 1881 |

| Олд Картузіанс    | 3:0      | Олд Ітоніанс |
| ----------------- | -------- | ------------ |
| Віньярд Паррі Тод | Протокол |              |

| Кеннінгтон Овал, Лондон Глядачів: 4 000 Арбітр: Вільям Пірс Дікс |

|  |  |

|    |  |                      |  |
|    |  |                      |  |
| В  |  | Леонард Джиллетт     |  |
| З  |  | Волтер Норріс        |  |
| З  |  | Елліот Колвін        |  |
| ПЗ |  | Джеймс Прінсеп       |  |
| ПЗ |  | Джозеф Вінсент       |  |
| ПЗ |  | Волтер Ганселл       |  |
| Н  |  | Льюїс Річардс        |  |
| Н  |  | Вільям Пейдж         |  |
| Н  |  | Тедді Віньярд        |  |
| Н  |  | Едвард Хагарті Паррі |  |
| Н  |  | Александер Тод       |  |

|    |  |                  |  |
|    |  |                  |  |
| В  |  | Джон Роулінсон   |  |
| З  |  | Чарльз Фоулі     |  |
| З  |  | Томас Френч      |  |
| ПЗ |  | Артур Кіннерд    |  |
| ПЗ |  | Браян Фаррер     |  |
| ПЗ |  | Реджиналд Маколі |  |
| Н  |  | Гаррі Гудгарт    |  |
| Н  |  | Герберт Вітфелд  |  |
| Н  |  | Філіп Новеллі    |  |
| Н  |  | Вільям Андерсон  |  |
| Н  |  | Джон Шевальє     |  |